# Leszek Kordylewski
Leszek Kordylewski (ur. 6 sierpnia 1947 w Krakowie, zm. 6 maja 2025 tamże) – polsko-amerykański biolog.

## Życiorys
Urodził się w rodzinie Kazimierza, astronoma, odkrywcy pyłowych księżyców ziemi, i Jadwigi z domu Pająk (1905–1974), również astronoma, miał dwóch braci i jedną siostrę (był najmłodszym z rodzeństwa).
W latach 1964 do 1969 studiował na Wydziale BiNoZ Uniwersytetu Jagiellońskiego uzyskując dyplom magistra w zakresie zoologii. Jako asystent w Zakładzie Anatomii Porównawczej UJ doktoryzował się w 1975. Po uzyskaniu habilitacji w 1986 pracował jako docent w Zakładzie Cytologii UJ. Jest autorem podręcznika „Problemy Bioetyki” wydanego przez UJ, z ilustracjami Andrzeja Mleczki.
Od 1982 przebywał w Stanach Zjednoczonych prowadząc badania w Zakładzie Medycyny na University of Chicago jako Assistant Professor - Research Associate. Wyspecjalizował się w Mikroskopii z zastosowaniem rozmaitych typów mikroskopów. Oprócz badań naukowych w zakresie biologii komórki prowadził zajęcia dydaktyczne na Uniwersytecie Jagiellońskim w Krakowie oraz w USA na Winthrop University w Rock Hill SC oraz DePaul University (Barat College) w Lake Forest IL. Od 1996 pracując w charakterze eksperta forensycznego wykonał ok. 800 mikroskopowych ekspertyz dla sądownictwa Stanu Illinois. Był członkiem American Academy of Forensic Sciences.
Dorywczo pracował jako tłumacz. Oprócz znajomości kilku innych języków obcych opanował Międzynarodowy Język Esperanto w 1958 roku. Jako esperantysta pełnił rozmaite funkcje w polskim i światowym ruchu esperanckim (UEA, TEJO, PEA, PEJ). Był przewodniczącym Esperanto-Societo de Chicago. Dzięki kontaktom esperanckim od dzieciństwa podróżował i odwiedził ponad 50 krajów. W 1965 roku na Światowym Kongresie UEA w Tokio (Japonia) zasłynął jako zdobywca głównej nagrody w konkursie krasomówczym w języku Esperanto, zainicjowanym wcześniej przez Ivo Lapenne. 
Żonaty z Anną z domu Wandzilak (dr biologii).
Zmarł w Krakowie, pochowany 13 maja 2025 w rodzinnym grobowcu na cmentarzu Rakowickim (kwatera M-wsch-po lewej Walczyńskich).

## Odznaczenia
- Medal za Długoletnie Pożycie Małżeńskie (2020)
- Odznaka „Zasłużony Działacz Kultury” (1978)
- Srebrna Odznaka „Za Pracę Społeczną dla miasta Krakowa” (1977)